# Stephen Hawking
Stephen William Hawking CH CBE FRS FRSA (AFI: ['stivən 'hɔkɪŋ]; Oxford, 8 de janeiro de 1942 – Cambridge, 14 de março de 2018) foi um físico teórico, cosmólogo e autor britânico, reconhecido por sua contribuição à ciência, sendo um dos mais renomados cientistas do século. Doutor em cosmologia, foi professor lucasiano emérito na Universidade de Cambridge, um posto que foi ocupado por Isaac Newton, Paul Dirac e Charles Babbage. Foi, pouco antes de falecer, diretor de pesquisa do Departamento de Matemática Aplicada e Física Teórica (DAMTP) e fundador do Centro de Cosmologia Teórica (CTC) da Universidade de Cambridge.
Seus trabalhos científicos incluem um teorema sobre a singularidade gravitacional no âmbito da relatividade geral (em colaboração com Roger Penrose) e a previsão teórica de que os buracos negros emitem radiação, frequentemente chamada de Radiação Hawking. Hawking foi o primeiro cientista a estabelecer uma teoria da cosmologia explicada pela união da teoria geral da relatividade e da mecânica quântica. Ele foi um defensor fervoroso da interpretação de muitos mundos na mecânica quântica.
Hawking alcançou sucesso comercial com vários trabalhos nos quais ele discute suas próprias teorias e cosmologia em geral. Seu livro Uma Breve História do Tempo permaneceu na lista de mais vendidos do The Sunday Times durante 237 semanas. Em 2002, Hawking ficou em 25º lugar na pesquisa da BBC sobre os 100 Maiores Britânicos de todos os tempos. Em 1963, Hawking foi diagnosticado com uma forma de início precoce da doença neuronal motora (MND; também conhecida como esclerose lateral amiotrófica (ELA) "ALS" ou doença de Lou Gehrig) que o paralisou gradualmente ao longo das décadas. Mesmo após a perda de sua capacidade de falar, ele ainda era capaz de se comunicar por meio de um dispositivo gerador de fala, inicialmente através do uso de um interruptor de mão e, mais tarde, usando um único músculo da bochecha. Ele morreu no dia 14 de março de 2018, aos 76 anos de idade, depois de lutar contra essa doença durante mais de 50 anos.

## Biografia
Stephen Hawking nasceu exatamente no aniversário de 300 anos da morte de Galileu. Seus pais eram Frank Hawking, um biólogo pesquisador que trabalhava como parasitólogo no Instituto Nacional de Pesquisa Médica de Londres, e Isabel Hawking. Teve duas irmãs mais novas, Philippa e Mary, e um irmão adotivo, Edward. Hawking sempre foi interessado por ciência. Em sua infância, quando ainda morava em St Albans, estudou na St Albans High School for Girls (garotos de até 10 anos eram educados em escolas para garotas) entre 1950 e 1953.
Entrou, em 1959, na University College, Oxford, onde pretendia estudar matemática, conflitando com seu pai, que gostaria que Stephen estudasse medicina. Como não pôde, por não estar disponível em tal universidade, optou então por física, formando-se três anos depois (1962). Seus principais interesses eram termodinâmica, relatividade e mecânica quântica. Obteve o doutorado na Trinity Hall em Cambridge em 1966, de onde era um membro honorário. Depois de obter doutorado, passou a ser pesquisador e, mais tarde, professor no Gonville and Caius College. Depois de abandonar o Instituto de Astronomia em 1973, Stephen entrou para o Departamento de Matemática Aplicada e Física Teórica tendo, entre 1979 e 2009, ano em que atingiu a idade limite para o cargo, ocupado o posto de professor lucasiano de Matemática, cátedra que fora de Newton, tendo sido professor lucasiano emérito da Universidade de Cambridge.

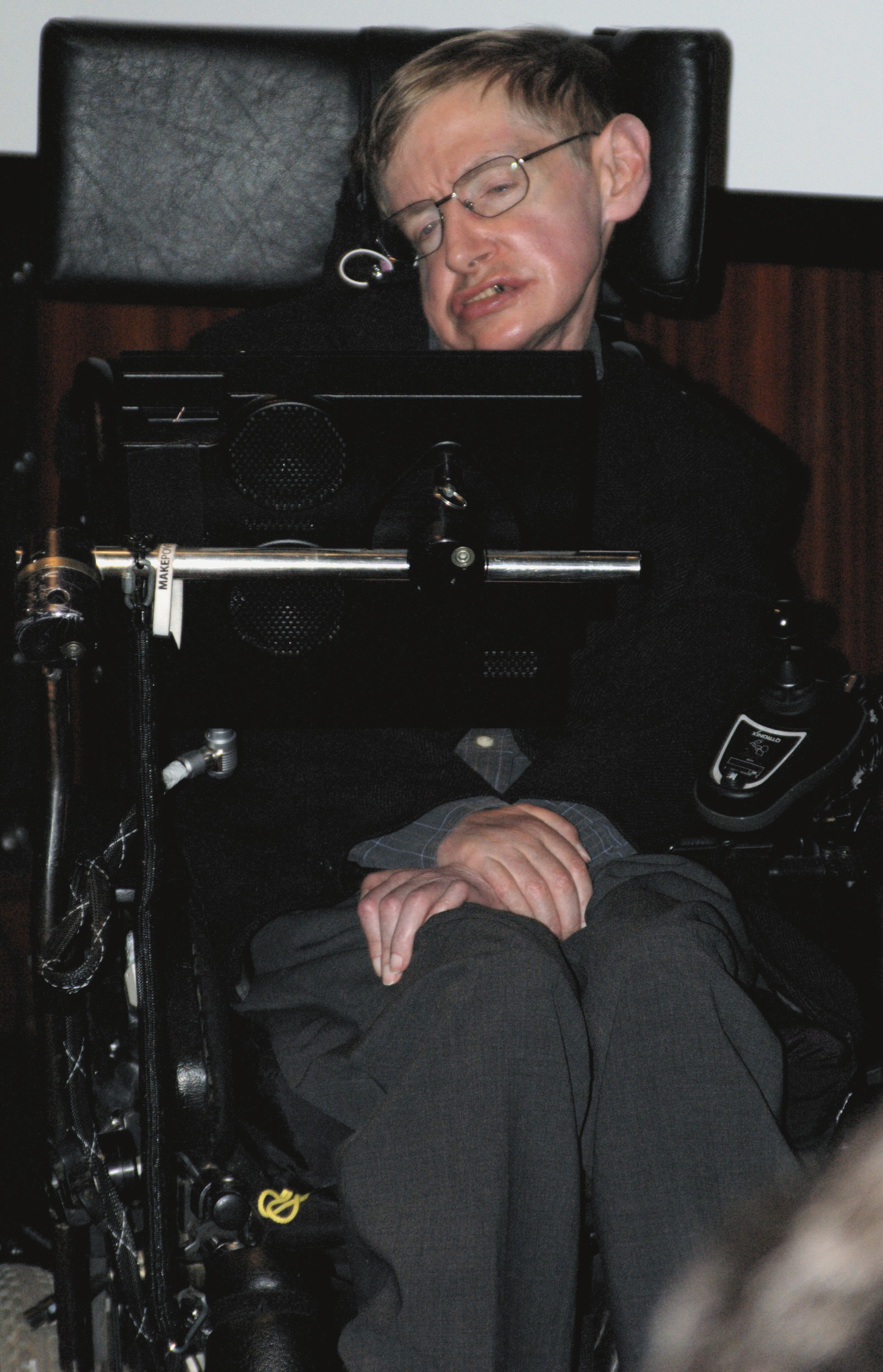
Hawking em 5 de maio de 2006, durante a conferência de imprensa na Bibliothèque Nationale de France para inaugurar o Laboratório de Astronomia e Partículas em Paris e para lançar a versão em francês do seu trabalho "God Created the Integers".

Casou pela primeira vez em julho de 1965 com Jane Hawking de quem teve 3 filhos. No Natal de 1989, anunciou à família que iria viver com uma das suas enfermeiras, separando-se em 1991. Casou depois com sua enfermeira Elaine Mason em 16 de setembro de 1995, da qual se divorciou em 2006.
Hawking era portador de esclerose lateral amiotrófica (ELA), uma doença neurodegenerativa que paralisa progressivamente os músculos do corpo, mas que mais frequentemente não afeta as funções cognitivas. A ELA ainda não possui cura. A doença foi detectada quando tinha 21 anos. Em 1985 Hawking teve que submeter-se a uma traqueostomia após ter contraído pneumonia visitando o CERN na Suíça e, desde então, utilizava um sintetizador de voz para se comunicar. Gradualmente, foi perdendo o movimento dos braços e pernas, assim como do resto da musculatura voluntária, incluindo a força para manter a cabeça erguida, de modo que sua mobilidade era praticamente nula. Em 2005 Hawking usava os músculos da bochecha para controlar o sintetizador, e em 2009 já não podia mais controlar a cadeira de rodas elétrica. Desde então outros grupos de cientistas estudaram formas de evitar que Hawking sofresse de síndrome do encarceramento, cogitando traduzir os pensamentos ou expressões de Hawking em fala. A versão mais recente, desenvolvida pela Intel e cedida a Hawking em 2013, rastreava o movimento dos olhos do cientista para gerar palavras, embora o cientista tenha afirmado em seu site oficial que preferia usar o "cheek tracking" (rastreamento da bochecha) para utilizar a interface ACAT (Sistema desenvolvido pela Intel). "No entanto, embora eles funcionem bem para outras pessoas, eu ainda acho que o interruptor na minha bochecha é mais fácil e menos cansativo de usar".
Em 9 de janeiro de 1986, foi nomeado pelo papa João Paulo II membro da Pontifícia Academia das Ciências.
Em 2015, em Londres, Drake, Martin Rees e o empresário russo Yuri Milner, juntamente com Stephen Hawking, anunciaram suas intenções de fornecer US$ 100 milhões em financiamento ao longo da próxima década para os melhores pesquisadores do SETI, através do projeto Breakthrough Listen, que permitiria que novos levantamentos de dados rádio-ópticos pudessem ocorrer usando os mais avançados telescópios. Em dezembro de 2017, Hawking processou o governo britânico por querer privatizar o Serviço Nacional de Saúde.
Stephen Hawking morreu na sua casa em Cambridge em 14 de março de 2018, aos 76 anos, devido a complicações da sua doença degenerativa.

### Aparições na Cultura Popular

#### Participações em filmes, séries e programas de TV
Em 1993 participou em um episódio da série Star Trek: The Next Generation em uma cena em que é um holograma, conjuntamente com Newton e Einstein, jogando cartas com o personagem Data.
Fez algumas participações em The Simpsons, Futurama, Dexter's Laboratory, The Fairly OddParents, Family Guy e na tira de jornal Dilbert. Recentemente fez uma participação em uma propaganda do Discovery Channel chamada Eu amo o Mundo, onde ele disse "Boom De Ya Da".[carece de fontes?]
Em 2012, participou de um episódio da série The Big Bang Theory, onde conversava com Sheldon Cooper. Neste episódio, Sheldon Cooper cometeu um erro básico de aritmética e desmaiou na frente de Stephen. No mesmo ano, Hawking leu um discurso durante a cerimônia de abertura dos Jogos Paralímpicos de Verão de 2012 em Londres.

#### Músicas
Em 1994, Hawking apareceu na propaganda de uma empresa de seguros. Uma frase citada por ele no anúncio ("As maiores realizações da humanidade surgiram de conversas, e os maiores fracassos de não se conversar. Isso não precisa ser assim.") inspirou David Gilmour, da banda britânica Pink Floyd, que sampleou a voz sintetizada do físico na canção "Keep Talking" do álbum The Division Bell.
Vinte anos depois, o álbum feito a partir das sobras de estúdio de The Division Bell, The Endless River, usa um sample de Hawking gravado para um comercial na faixa "Talkin' Hawkin'".
Em 2012, Hawkings teve uma de suas falas sampleadas na canção "Entry of the Flame", presente no álbum Enlightenment: Music for the opening ceremony, que é o álbum oficial dos Jogos Paralímpicos de Verão de 2012, que foram realizados em Londres.
Em 2015, mais uma vez sua voz sintetizada foi sampleada na canção "Galaxy Song", presente no álbum "Stephen Hawking Sings Monty Python".
Em 2019, em uma homenagem póstuma, o guitarrista Brian May usou a voz sintetizada do Hawking na canção "New Horizons".

### Críticas
Apesar de ter sido um físico conhecido e renomado, muitos físicos criticaram Hawking, argumentando que ele agia mais como um astro pop do que como um físico.
Em 2004, ao ter anunciado que havia solucionado o paradoxo da informação, Hawking chamou a atenção de físicos do mundo inteiro, porém não apresentou os cálculos, à época, o que fez apenas em 2005. Dez anos depois, chegou a dizer que os buracos negros não existem, apesar de ser consenso entre os físicos que eles existem, porém novamente ele não apresentou nenhuma comprovação matemática. Novamente em 2014, Hawking alertou a humanidade que a manipulação de Bóson de Higgs poderia levar à destruição do universo, mas a comunidade científica não deu apoio a essa tese. Ele chegou, inclusive, a apostar com um físico da Universidade de Michigan que o Bóson de Higgs não existia. Peter Higgs, que fez a descoberta do Bóson de Higgs, disse que era difícil discutir com Hawking por causa de seu status de celebridade. O cosmólogo brasileiro Mario Novello afirmou em fevereiro de 2015 que a ciência havia se tornado midiática e Hawking atuava como uma celebridade.

### Morte
Hawking morreu em sua casa em Cambridge, Inglaterra, no começo da manhã de 14 de março de 2018, com a idade de 76 anos. Sua família anunciou que ele morreu em paz. Ele foi elogiado por figurar na ciência, entretenimento, política e outras áreas. A bandeira do Gonville and Caius College de Cambridge ficou hasteada em meio mastro e um livro de condolências foi assinado por estudantes e visitantes.
Hawking nasceu no ano do aniversário de 300 anos da morte de Galileo Galilei e morreu no dia do 139º aniversário do nascimento de Albert Einstein. Seu funeral privado ocorreu as 14 horas da tarde de 31 de março de 2018, na Great St Mary's Church, Cambridge. Dentre os convidados para o funeral estavam Eddie Redmayne, Felicity Jones e o guitarrista do Queen e astrofísico Brian May. Seguindo sua cremação, suas cinzas foram depositadas na Abadia de Westminster em 15 de junho de 2018, durante uma cerimônia de ação de graças. Suas cinzas foram colocadas na nave da abadia, ao lado da sepultura de Isaac Newton e próximo da sepultura de Charles Darwin. Hawking pediu, pelo menos quinze anos antes de sua morte, que a equação da entropia de Bekenstein–Hawking fosse seu epitáfio. Os últimos cientistas naturais sepultados na Abadia de Westminster antes de Hawking foram em 1937 Ernest Rutherford e 1940 Joseph John Thomson.

## Cinebiografias
A vida de Stephen Hawking já foi contada em dois documentários e dois filmes.
Os documentários foram A Brief History of Time(1991), em que Errol Morris usou o livro homônimo como base para relatar a vida do cientista, e Stephen Hawking: Minha Breve História (2013), narrado pelo próprio Hawking.
Em 2004, o filme televisivo Hawking foi lançado pela BBC Two. Dirigido por Philip Martin, o filme estrela Benedict Cumberbatch como Hawking, focando em seu período na Universidade de Cambridge.
Outra biografia mais abrangente foi lançada nos cinemas em 2014, The Theory of Everything (No Brasil e em Portugal A Teoria de Tudo), baseado no livro de memórias de Jane Hawking, Travelling to Infinity: My Life with Stephen. Dirigido por James Marsh e estrelando Eddie Redmayne como Hawking e Felicity Jones como Wilde, o filme começa com Hawking conhecendo a futura esposa em Cambridge e vai mostrando as dificuldades da vida do casal enquanto Hawking alcançava a fama com suas teorias e tinha seu corpo definhado por uma doença motora degenerativa. Após assistir uma versão finalizada do filme, Hawking aprovou a biografia e permitiu aos cineastas usarem sua voz sintetizada e protegida por direitos autorais na versão final. A interpretação de Hawking por Redmayne garantiu-lhe o Oscar de melhor ator.

## Ateísmo
Hawking se descrevia como ateu. Em algumas ocasiões, usou a palavra "Deus" em seus livros e discursos, mas, segundo ele próprio, no sentido metafórico e relativo. Sua ex-esposa Jane afirmou que, durante o processo de divórcio, ele se descreveu como ateu. Hawking declarou que não era religioso no sentido comum, e que acreditava que "o universo é governado pelas leis da ciência". Hawking comparou a ciência e a religião durante uma entrevista, dizendo "há uma diferença fundamental entre a religião, que se baseia na autoridade, e a ciência, que se baseia na observação e na razão. A ciência vai ganhar porque ela funciona".
Em alguns trechos de seus livros, Hawking também parece seguir uma linha de pensamento similar à de Einstein e Espinoza, no que tange à admiração e o deslumbre pela ordem e complexidade presentes no universo, ainda que nunca tenha referido a si próprio como panteísta. No livro Uma Breve História do Tempo ele cita que "tanto quanto o Universo teve um princípio, nós poderíamos supor que tenha um Criador". Ainda nesse livro, ele diz que "no entanto, se nós descobrirmos uma teoria completa, então nós conheceríamos a mente de Deus".
Porém, em seu mais recente e polêmico livro "The Grand Design", Stephen Hawking mudou suas antigas declarações sobre a ideia de um criador e afirma que "Deus não tem mais lugar nas teorias sobre criação do universo, devido a uma série de avanços no campo da física". No livro, afirma que "Por haver uma lei como a gravidade, o universo pode e irá criar a ele mesmo do nada. A criação espontânea é a razão pela qual algo existe ao invés de não existir nada, é a razão pela qual o universo existe, pela qual nós existimos", dizendo que o Big Bang foi simplesmente uma consequência da lei da gravidade. Hawking também cita a descoberta, feita em 1992, de um planeta que orbita uma estrela fora do Sistema Solar, como um marco contra a crença de Isaac Newton de que o universo não poderia ter surgido do caos.[carece de fontes?]
Em sua última obra Brief Answers to the Big Questions, publicada em 2018, Hawking escreve "Não há Deus. Ninguém dirige o universo. Durante séculos, acreditava-se que pessoas com deficiência como eu estavam vivendo sob uma maldição que foi infligida por Deus. Eu prefiro pensar que tudo pode ser explicado de outra maneira, pelas leis da natureza".

## Obra

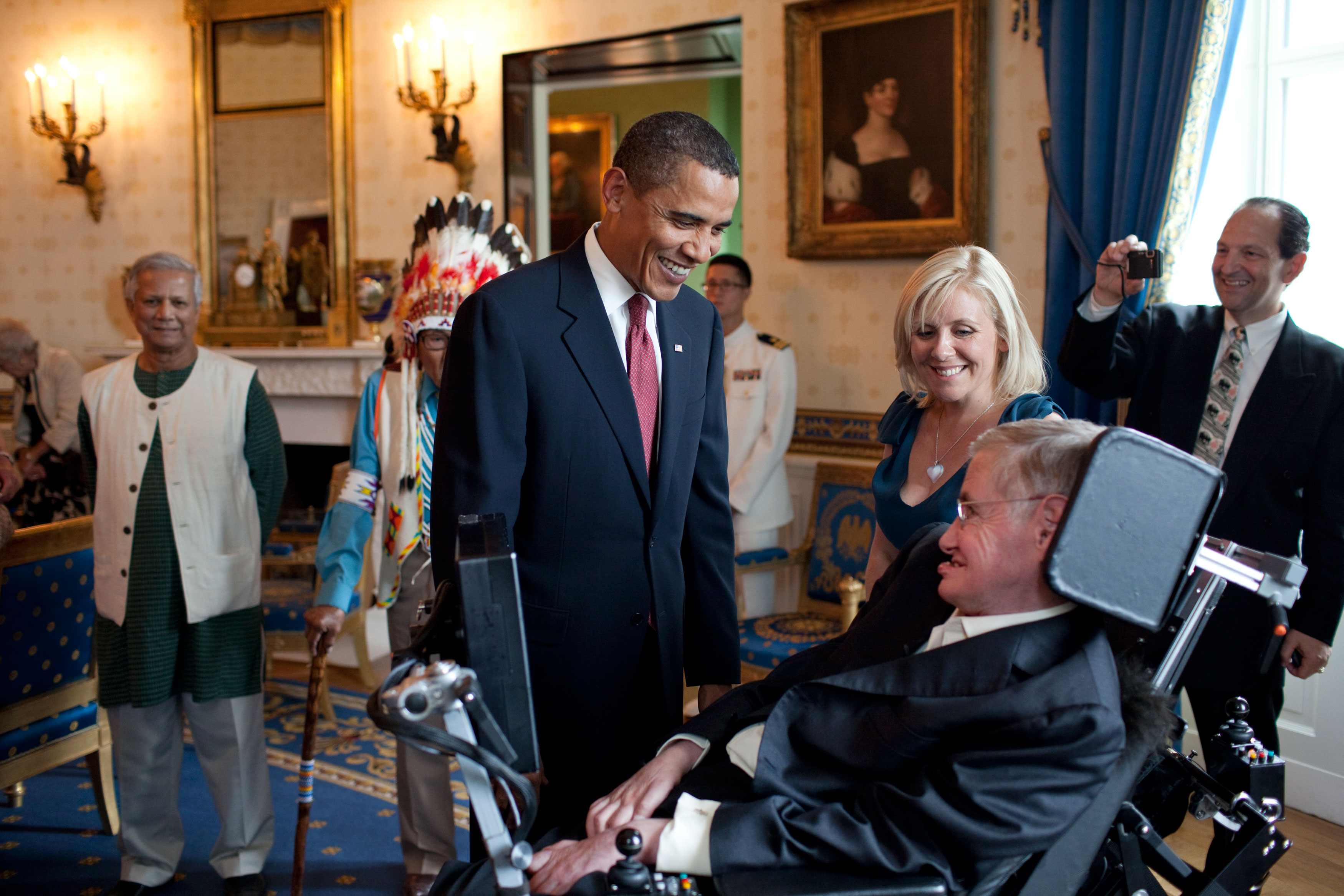
O Presidente dos Estados Unidos, Barack Obama, fala com Stephen Hawking na Sala Azul da Casa Branca antes de uma cerimônia de apresentação em 12 de agosto de 2009.

Os principais campos de pesquisa de Hawking foram cosmologia teórica e gravidade quântica. Em 1971, em colaboração com Roger Penrose, provou o primeiro de muitos teoremas de singularidade; tais teoremas fornecem um conjunto de condições suficientes para a existência de uma singularidade no espaço-tempo. Este trabalho demonstra que, longe de serem curiosidades matemáticas que aparecem apenas em casos especiais, singularidades são uma característica genérica da relatividade geral.[carece de fontes?]
Hawking também sugeriu que, após o Big Bang, primordiais ou miniburacos negros foram formados. Com Bardeen e Carter, ele propôs as quatro leis da mecânica de buraco negro, fazendo uma analogia com termodinâmica. Em 1974 calculou que buracos negros deveriam, termicamente, criar ou emitir partículas subatômicas, conhecidas como radiação Hawking, além disso, também demonstrou a possível existência de miniburacos negros. Hawking também participou dos primeiros desenvolvimentos da teoria da inflação cósmica no início da década de 1980 com outros físicos como Alan Guth, Andrei Linde e Paul Steinhardt, teoria que tinha como proposta a solução dos principais problemas do modelo padrão do Big Bang.[carece de fontes?]
Hawking escreveu diversos livros que ajudaram a divulgar complexas teorias cosmológicas em linguagem fácil para leigos. O primeiro foi Uma Breve História do Tempo, escrito entre 1982 e 1984 e vendendo mais de 10 milhões de cópias. Obras seguintes incluem O Universo numa Casca de Noz (2001), Uma Nova História do Tempo (2005, versão atualizada de sua estreia co-escrita com Leonard Mlodinow) e God Created the Integers (2006). Em parceria com sua filha Lucy, Hawking também escreveu livros infantis sobre o universo com George e o Segredo do Universo (2007) e suas duas continuações.
O asteróide 7672 Hawking foi nomeado em sua homenagem.

## Livros
- Breve História do Tempo: do Big Bang aos Buracos Negros (edição portuguesa de A brief history of time). Lisboa: Gradiva, 1988. ISBN 972-662-010-4
- Uma Breve História do Tempo: do Big Bang aos Buracos Negros (edição brasileira de A brief history of time). Rio de Janeiro: Rocco, 1988. ISBN 85-325-0252-0
- Buracos Negros, Universos-Bebês e outros Ensaios. Porto: ASA, 1994. ISBN 972-41-1508-9
- O Fim da Física. Lisboa: Gradiva, 1994. ISBN 972-662-345-8 Erro de parâmetro em {{ISBN}}: soma de verificação
- A Natureza do Espaço e do Tempo (em co-autoria com Roger Penrose). Lisboa: Gradiva, 1996. ISBN 972-662-466-0 Erro de parâmetro em {{ISBN}}: soma de verificação
- Breve História do Tempo Ilustrada. Curitiba: Editora Albert Einstein, 1997. Lisboa: Gradiva, 1998. ISBN 972-662-511-4
- O Universo numa Casca de Noz. São Paulo: Mandarim, 2001. Lisboa: Gradiva, 2002. ISBN 972-662-826-1
- O Futuro do Espaço-Tempo (em co-autoria com Alan Lightman, Kip Thorne, Igor Novikov e Timothy Ferris). São Paulo: Companhia das Letras, 2005. ISBN 9788535906080
- Os Gênios da Ciência: Sobre os Ombros de Gigantes. Rio de Janeiro: Elsevier, 2005. ISBN 85-352-1525-5
- Uma Nova História do Tempo (em co-autoria com Leonard Mlodinow: edição brasileira de A briefer history of time). Rio de Janeiro: Ediouro, 2005. ISBN 85-00-01857-7
- Brevíssima História do Tempo (em co-autoria com Leonard Mlodinow: edição portuguesa de A briefer history of time). Lisboa: Gradiva, 2007. ISBN 978-989-616-164-4
- George e o Segredo do Universo (em co-autoria com Lucy Hawking). Rio de Janeiro: Ediouro, 2007 (As ideias e conceitos de Física e Astrofísica de Hawking sobre o Universo, contadas em um enredo de aventura voltado para as crianças). ISBN 978-85-00-02222-7
- O Grande Projeto (em co-autoria com Leonard Mlodinow). Rio de Janeiro: Nova Fronteira, 2011. ISBN 978-85-20-92657-4
- Minha Breve História. Rio de Janeiro: Intrínseca, 2013. ISBN 978-85-8057-425-8
- Brief Answers to the Big Questions, 2018. ISBN 978-14-7369-598-6 [81]
- Unlocking the Universe, 2020 ISBN 9780241418864

## Prêmios, títulos, medalhas e homenagens
- 1975 — Medalha Eddington
- 1976 — Medalha Hughes
- 1979 — Medalha Albert Einstein

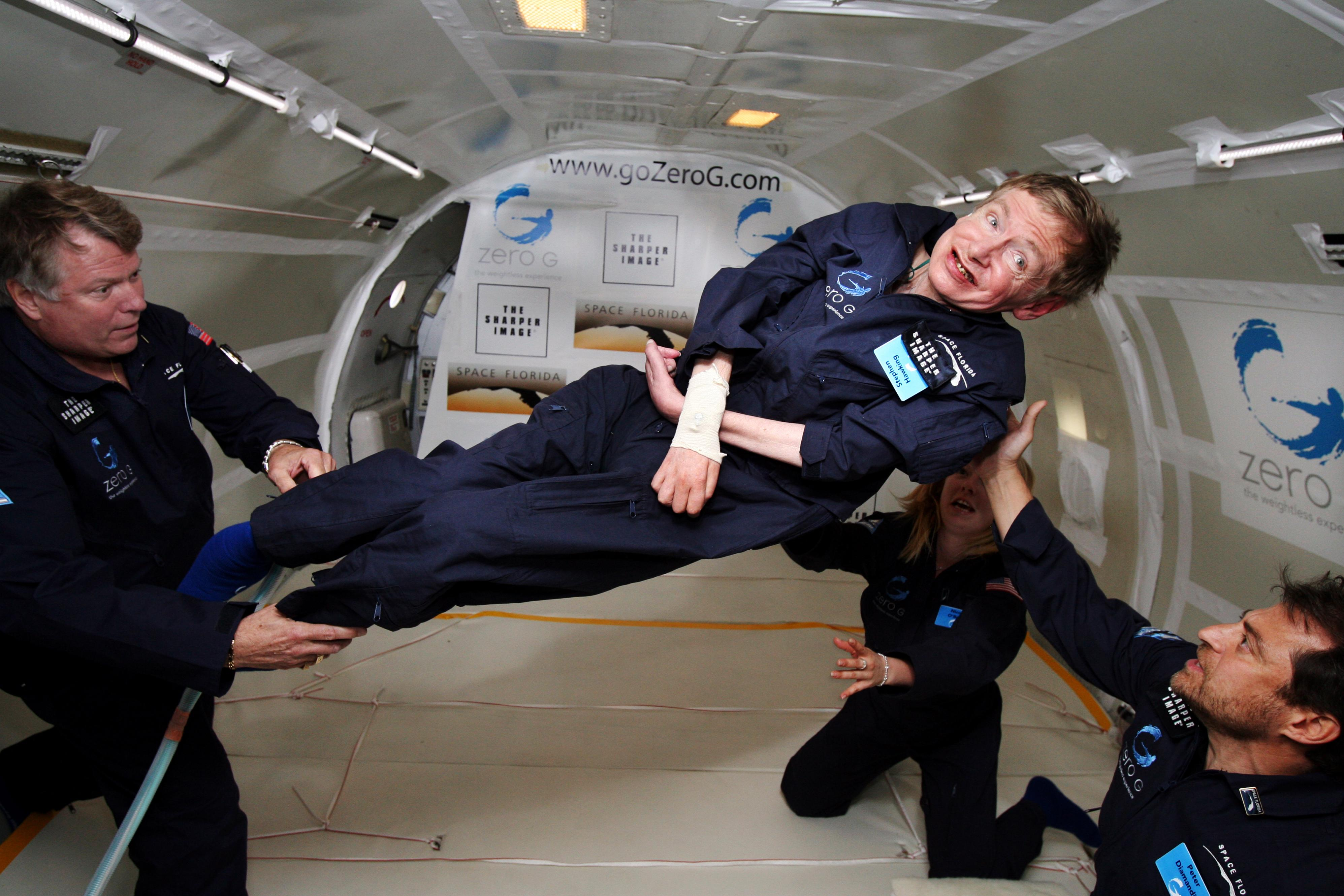
Em 2006, Hawking revelou seu desejo de viajar para o espaço. Aqui (centro) ele é visto, em Abril de 2007, experimentando a gravidade zero durante voo numa aeronave de gravidade reduzida.

- 1982 — Ordem do Império Britânico (Comandante)
- 1985 — Medalha de Ouro da Royal Astronomical Society
- 1986 — Membro da Pontifícia Academia das Ciências
- 1988 — Prêmio em Física da Fundação Wolf
- 1989 — Prêmio "Príncipe das Astúrias" da Concórdia (contribuição à paz, entendimento, etc.)
- 1989 — Título de "Companheiro de Honra", da Rainha Elizabeth II
- 1999 — Prêmio "Julius Edgar Lilienfeld" da Sociedade Americana de Física[83]
- 2003 — Prêmio "Michelson Morley" da Case Western Reserve University
- 2006 — Medalha Copley da Royal Society[84]
- 2009 — Medalha Presidencial da Liberdade[85]
- 2013 — Fundamental Physics Prize[86]
- 2016 — Professor Honorário do Instituto de Astrofísica das Canárias[87][88]

Em 15 de janeiro de 2020, foi publicado um artigo científico descrevendo uma nova espécie da planta carnívora chamada Genlisea hawkingii S.R.Silva, B.J.Płachno & V.Miranda em sua homenagem.